# Столь, Ким
Ким Романко Столь (дат. Kim Romanko Staal; 10 марта 1978, Херлев, Дания) — датский хоккеист, крайний нападающий.

## Карьера

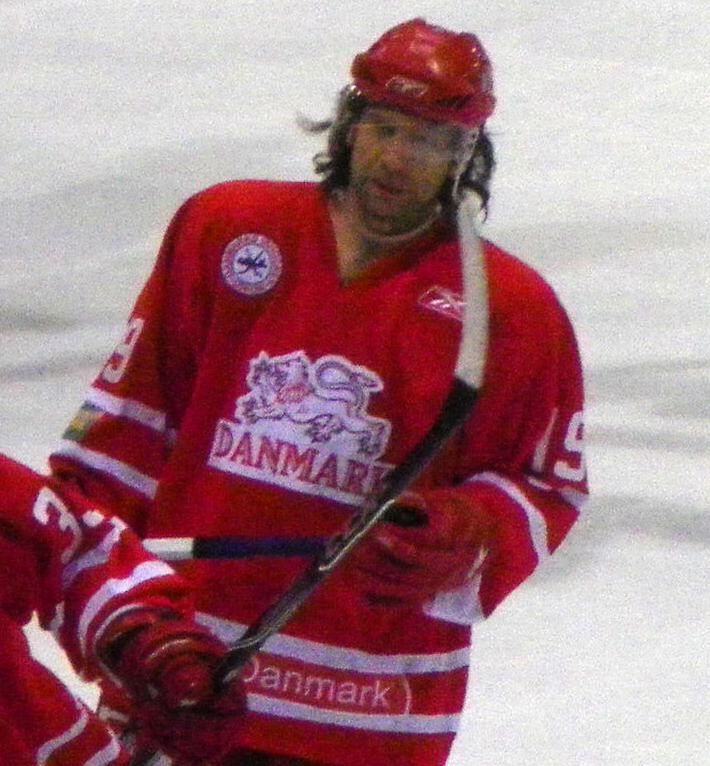
Ким Столь в игре за сборную Дании

Свою карьеру начал в родном клубе «Херлев». Затем Столь, одним из первых датских хоккеистов, уехал играть в более сильный шведский чемпионат. Там он выступал в течение 16 сезонов. За это время он играл за команды: «Мальмё», «МОДО», «Линчёпинг», «ХВ71». За это время Ким Столь трижды становился серебряным призёром Элитсерии.
В 1996 году Столь стал третьим датчанином, которого на драфте выбрал клуб НХЛ. В 2006—2007 гг. хоккеист играл в АХЛ за клуб «Милуоки Эдмиралс». Всего в американской лиге он провел 63 игры, в которых набрал 25 очков (12+13). Сезон 2013/14 Ким Столь выступал за клуб второй немецкой лиги «Розенхайм». В 2014 году подписал контракт с японским клубом «Тохоку Фри Блэйдс».

## Сборная
Впервые за основную сборную Дании Ким Столь дебютировал в 1996 году в Первом дивизионе чемпионата мира по хоккею с шайбой. С тех пор Столь регулярно вызывается в состав сборной. С 2003 года он вместе с Данией выступает в Высшем дивизионе. В 2010 году на Чемпионате мира в Германии хоккеист дошёл со своей сборной до 1/4 финала.